# Прэтт, Чарльз
Чарльз Прэтт-младший (англ. Charles Pratt, Jr., род. 6 января 1955) — американский телевизионный сценарист, режиссёр и продюсер, лауреат пяти дневных премий «Эмми». Прэтт известен благодаря своей работе над различными мыльными операми. Он добился успеха благодаря работе в качестве главного сценариста, режиссёра и исполнительного продюсера прайм-тайм мыльной оперы «Мелроуз Плейс», после чего создал недолго просуществовавшие шоу «Агентство моделей», «Тихие палисады» и «Титаны», а также, дневную мыльную оперу «Любовь и тайны Сансет-Бич». В начале двухтысячных он в первую очередь был активен как главный сценарист дневных мыльных опер «Главный госпиталь» и «Все мои дети» и был одним из продюсеров первых двух сезонов шоу «Отчаянные домохозяйки», а в 2011 году запустил сериал «Игра в ложь».

## Дневные мыльные оперы
- 1984—1990 — Санта-Барбара / Santa Barbara
- 1997 — Любовь и тайны Сансет-Бич / Sunset Beach
- 1982—1984, 2002—2006 — Главный госпиталь / General Hospital
- 2008—2010 — Все мои дети / All My Children

## Прайм-тайм
- 1992—1999 — Мелроуз Плейс / Melrose Place
- 1994—1995 — Агентство моделей / Models Inc.
- 1997 — Тихие палисады / Pacific Palisades
- 2000—2001 — Титаны / Titans
- 2004—2006 — Отчаянные домохозяйки / Desperate Housewives
- 2011-наст. время — Игра в ложь / The Lying Game